# Повзик алжирський
Повзик алжирський (Sitta ledanti) — вид рідкісних горобцеподібних птахів родини повзикових. Вперше повзик алжирський був виявлений на півночі Алжиру в лісовому масиві у горах Бабор у 1975 році. Це один з найрідкісніших видів птахів світу.

## Поширення та чисельність
Рідкісний, вузькоареальний вид. Птах є ендеміком Алжиру. Типова популяція виду знаходиться в ізольованому лісовому масиві на відрогах гір Атласу на північному сході країни. Цей ліс складається з кедрів, ялин і дубів.
У 1989 році знайдено ще одне поселення алжирських повзиків на території Національного парку Таза. Загальна площа місць існування цього, найімовірніше, реліктового і осілого виду дуже мала (близько 1200 га). Загальна чисельність світової популяції цього виду навряд чи перевищує 80-100 пар.

## Опис
Зовні нагадує повзика звичайного, але значно менший за нього розмірами і має чорну шапочку, відокремлену білою «бровою» від чорної «вуздечки». За оком чорні плями, що накривають вуха, утворюють характерний лускоподібний малюнок, чим алжирський повзик добре відрізняється від схожого корсиканського повзика (Sitta whiteheadi). У самиць чорний колір на тімені більш тьмяний і доходить тільки до середини голови; іноді зустрічаються самиці з синювато-сірою шапочкою.

## Спосіб життя
Населяє змішані гірські ліси на висотах понад 1500 м над рівнем моря. Виготовляють дупла, вищипуючи деревину з розм'якшених гниттям стовбурів. Відкладає яйця, ймовірно, в кінці травня, так як 18 червня в одному з гнізд були виявлені 4 щойно вилуплені пташенята. В місцях проживання площа гніздових ділянок, межі яких самець і самиця активно захищають, не перевищувала 3 га. Влітку годуються комахами у кронах дубів. Пташенятам згодовують і насіння хвойних, які складають основу раціону цих повзиків у зимовий період.